# Ancre d'or Bazeilles
Créée le 1er juillet 1902, L'Ancre d'or (L'Ancre d'Or -Bazeilles jusqu'à 2022) est la revue bimestrielle des Troupes de marine, anciennement appelées Troupes coloniales. La rédaction est assurée conjointement par la Fédération nationale des anciens d'outre-mer (siège à Rueil-Malmaison) pour les anciens de l'arme, et par l'EMSOME (école militaire de spécialisation de l'outre-mer et de l'étranger), maison mère des Troupes de marine située au quartier Rannes, à Tours, pour les formations d'active. 
Destinée, en version papier ou numérique à plus de 8 000 abonnés (militaires d’active ou en retraite), L’Ancre d’Or est constituée en moyenne de 68 pages. 
- Elle rend compte des activités des Troupes de marine de l’active dans les rubriques spécifiques comme les actualités, le portrait ou la vie des unités et en retraite dans les rubriques comme la vie de la fédération ou la vie des amicales ;
- Elle traite de domaines particuliers que sont l’outre-mer et l’amphibie dans les rubriques spécialisées ;
- Elle consacre les pages de son dossier central à des thèmes particuliers comme la 9e BIMa en projection extérieure, les capitaines, le Service militaire adapté, les Troupes de marine en opérations, témoignages des chefs de corps ;
- Elle contient enfin des informations administratives telles que les mutations, nominations, promotions, résultats de concours,…dans les pages consacrées à la vie de l’Arme.

La revue tire son nom de deux symboles des Troupes de marine : l'Ancre d'or qui distingue les marsouins et les bigors des autres armes de l'Armée de terre, et de Bazeilles, en souvenir des combats héroïques menés dans cette localité des Ardennes en 1870.

## Histoire
La revue, qui a fêté ses 100 ans en 2002, s’appelait à l'origine La revue des troupes coloniales. Elle était alors rédigée par le bureau technique des troupes coloniales et imprimée par les éditions Lavauzelle.
Durant la Seconde Guerre mondiale, la publication a été suspendue pour reprendre à la fin des hostilités. Elle disparaît en 1946, au profit de la revue Tropiques qui va elle-même cesser d'être publiée en 1962 avec la fin de la décolonisation. Le 1er octobre 1962, est créée la revue Bazeilles.
Parallèlement, une revue des anciens des troupes coloniales avait été créée, le Bulletin de liaison de la fédération des troupes de marine, qui deviendra, en 1953, l'Ancre d'or. Finalement, les deux revues fusionnent en 1966 pour donner naissance à l’Ancre d’Or Bazeilles.
La revue reprend le nom de L'Ancre d'Or avec le sortie du numéro de janvier 2023.

## Rédacteurs en chef
1990-1992 : capitaine Youcef-Khodja
1992 : lieutenant-colonel Le Gallo
1993-1995 : lieutenant-colonel Reynier
1995-1997 : capitaine Ledain
1997-1998 : capitaine Robert
1999-2002 : chef de bataillon Maloux
2002 -2004 : chef de bataillon Campello
2004-2008 : chef d'escadron Dupas
2008-2013 : capitaine (F) Marcon
2013-2017 : capitaine Graillat
2017-2021 : commandant (F) Brunetaud
2021-2022 : Isabelle Pierre
2023-2025 : lieutenant-colonel (r) Dupas
2025- ... lieutenant-colonel  (r) Loridon